# Sulla poesia ingenua e sentimentale
Sulla poesia ingenua e sentimentale (Über naive und sentimentalische Dichtung) è un trattato del 1795 di Friedrich Schiller, in cui descrive diverse tipologie di poesia e i rispettivi ruoli nel mondo reale, introducendo una distinzione tra due modi di poetare: "ingenuo" e "sentimentale". Il concetto di "ingenuo" era stato già definito da Moses Mendelssohn (1729-1786) riferendolo ad un modo di esprimersi apparentemente superficiale e di poco spessore che in realtà nasconde un forte sentimento morale.
Lo scritto è posto all'interno di una Storia della filosofia (Natura-Cultura-Ideale) e Critica della Cultura. Il presente, lo stadio della cultura viene presentato come critico e invidiabile.
Al pari delle Lettere Estetiche, queste sue riflessioni si pongono la domanda se nell'arte sia presente un potenziale per il superamento della perdita della completezza e del contrasto con la natura che esisteva nell'epoca di Schiller.
Lo stato elevato viene chiamato da Schiller "Ideale". Le istanze nelle quali questo viene in essere sono la "Natura" nella forma della Poesia ingenua, e la "Cultura" nella forma della Poesia sentimentale.
Lo stesso concetto di ingenuo in Kant assumeva il significato di un sentimento a metà tra il costruito artificiosamente e la spontaneità naturale.
In senso analogo Herder (1744-1803) vedeva un'opposizione tra una produzione poetica di natura e una poesia prettamente artistica.
Anche in Schiller la poesia ingenua è caratterizzata da una naturale spontaneità che si manifesta nel poeta che vive in un rapporto armonico con la natura mentre la poesia sentimentale è del poeta che volutamente e riflessivamente cerca, inutilmente, di raggiungere la natura come un valore che gli sfuggirà irrimediabilmente.
Schiller quindi amplia i concetti di ingenuo e sentimentale attribuendo al primo un valore oggettivo e al secondo soggettivo: la poesia naturale ingenua è infatti caratterizzata dalla plasticità formale, mentre quella sentimentale può essere associata ad una forma musicale.
La stessa distinzione, secondo Schiller ha operato nella storia culturale: i poeti antichi erano "ingenui" poiché non conoscevano quel contrasto tra spirito e materia, vissuto drammaticamente con il sopravvenire della dottrina cristiana.
L'idea di un'antichità come l'età dell'ingenuità si ritrova in Jean Jacques Rousseau con la teorizzazione del benefico stato di natura e in Johann Joachim Winckelmann che la riscontrava soprattutto nell'arte greca.
Schiller però introduce delle distinzioni che non furono colte: nell'età antica, egli sostiene, non tutti i poeti erano ingenui, alcuni come Euripide, Tibullo e Virgilio producevano una poesia sentimentale e così tra i poeti moderni alcuni come Shakespeare e Goethe sono ingenui, sia pure in modo del tutto particolare come risalta nell'opera I dolori del giovane Werther dove l'autore tratta in modo ingenuo un tema sentimentale.
I poeti moderni, afferma Schiller, dovranno riportare la poesia alla naturalezza spontanea tramite il sentimento conseguendo una armonica sintesi nell'"idillio sentimentale".

## Traduzioni
- Friedrich Schiller, Sulla poesia ingenua e sentimentale, Traduzione in italiano del testo e prefazione di Cristina Baseggio, Torino, TEA (editore), 1993.